# Luxemburg a 2023. évi téli universiadén
Luxemburg az Amerikai Egyesült Államokbeli Lake Placidban megrendezett 2023. évi téli universiade egyik részt vevő nemzete volt.

## Alpesisí
| Név           | Kor (2023. január 12. szerint) | Születési hely | Egyesület | Felsőoktatási tanintézet                             |
| Matthieu Osch | 1999. április 1. (23 évesen)   | Luxembourg     | ASHD      | IUBH Internationale Hochschule (Erfurt, Németország) |

Férfi
| Versenyző     | Versenyszám      | 1. futam      | 1. futam      | 2. futam | 2. futam | Összesítés | Összesítés |
| Versenyző     | Versenyszám      | Idő           | Hely.         | Idő      | Hely.    | Idő        | Helyezés   |
| ------------- | ---------------- | ------------- | ------------- | -------- | -------- | ---------- | ---------- |
| Matthieu Osch | Műlesiklás       | nem ért célba | nem ért célba | kiesett  | kiesett  | kiesett    | kiesett    |
| Matthieu Osch | Óriás-műlesiklás | 1:04,26       | 45.           | 1:04,49  | 23.      | 2:08,75    | 24.        |